# Citochinina deidrogenasi
La citochinina deidrogenasi è un enzima appartenente alla classe delle ossidoreduttasi, che catalizza la seguente reazione:
N6-dimetilalliladenina + accettore + H2O ⇄ adenina + 3-metilbut-2-enale + accettore ridotto
L'enzima è una flavoproteina (derivata FAD). Catalizza l'ossidazione delle citochine, una famiglia di derivati dell'adenina N6-sostituita, che sono ormoni delle piante, dove il sostituente è un dimetilallil o un altro gruppo fenilico. Sebbene si pensasse che questa attività fosse catalizzata dalla ossidasi (forma idrogeno-perossido), questo enzima tuttavia non richiede ossigeno per l'attività e non forma perossido di idrogeno. Il 2,6-dicloroindofenolo, blu di metilene, nitroblu tetrazolio, la fenazina metosulfato ed il Cu(II) in presenza di imidazolo possono agire come accettori. L'enzima ha una parte nella regolazione della produzione di riso-grano, con livelli più bassi di enzima che portano ad un'aumentata produzione di grano.